# Оперативная подготовка
Операти́вная подгото́вка — совокупность учебно-тренировочных мероприятий по боевой подготовке генералитета и старших офицеров, главной целью которых является приобретение, усовершенствование и поддержание оперативно-тактических и оперативно-стратегических навыков в сочетании с выработкой умения реализовать их на практике в условиях мирного и военного времени.

## Состав
Оперативная подготовка включает в себя изучение:
- теоретического фундамента в виде основ военной стратегии и оперативного искусства;
- особенностей организации вооруженных сил и приданных им средств обеспечения, специфики различных театров военных действий;
- вооруженных сил сопредельных государств и их боевых возможностей, а также — вероятного характера и способов ведения ими боевых действий.

Помимо этого оперативная подготовка подразумевает:
- совершенствование высшими офицерами (адмиралами и генералами) своих практических умений по управлению войсками (силами);
- тренировки по приведению войск в высшие степени боевой готовности, при развёртывании, подготовке и проведении операций, учений и военных действий;
- боевое слаживание войсковых объединений и структур непосредственного управления вооруженными силами.

ОП на практике в условиях мирного и военного времени включает следующие мероприятия:
- Командно-штабные учения (КШУ) — вид учений в которых участвуют командиры (начальники) и штабы формирований различного уровня, вида и типа. В ходе КШУ командиры и штабы имитируют ведение военных (боевых) действий возглавляемых ими формированиями, отмечая условное перемещение на местности подразделений, частей, соединений и объединений на географических картах и схемах.
- Оперативные тренировки по приведению войск и сил в высшие степени боевой готовности, при развёртывании, подготовке и проведении операций, учений и военных действий.
- Обучение (подготовка, доподготовка) высшего и старшего офицерского состава в военных учебных заведениях высшего уровня.
- Полевые поездки — изучение на местности отдельных оперативно-тактических, военно-исторических вопросов, ТВД и других тем; форма оперативной подготовки офицеров, на которой также может совершенствоваться подготовка штабов; полевые поездки могут быть оперативными, тыловыми, специальными и военно-историческими; учебные вопросы отрабатываются путём рекогносцировок, групповых упражнений, летучек и иных мероприятий[1].

Оперативная подготовка по различным предметам может осуществляется как самостоятельно, так и в составе штабов, путём групповых командирских занятий, сборов, участия в научно-исследовательской работе и так далее. Курсы оперативной подготовки для высшего командного состава предусмотрены в военных академиях и на высших академических курсах. Подготовка органов управления войсками осуществляется путём проведения командно-штабных военных игр и учений, в том числе компьютерных тренировок, оперативно-тактических учений, оперативных полевых поездок и экспедиций, специальных учений и манёвров.
Для успешного решения задач оперативной подготовки необходимо обеспечить:
- максимальное приближение её содержания к условиям боевой обстановки;
- личное руководство и проведение занятий командирами и представителями органов управления;
- полное соответствие целей и содержания обучения характеру выполняемых органами управления задач и уровню их подготовки.